# Cyprinus rubrofuscus
Cyprinus rubrofuscus és una espècie de peix cipriniforme de la família dels ciprínids.

## Morfologia
Els mascles poden assolir els 28 cm de longitud total.

## Distribució geogràfica
Es troba a Laos, Vietnam i la Xina. També des del riu Amur fins al riu Vermell.